# 藤波秀忠
藤波 秀忠（ふじなみ ひでただ）は、室町時代の日本の公卿。神祇大副、伊勢神宮祭主。

## 生涯
神宮祭主藤波清忠の子として生まれる。初名は清定（きよさだ）、秀直（ひでなお）。
寛正2年（1461年）、従三位となり、公卿に列した。このとき、すでに神祇権大副であった。
文明元年4月11日（1469年5月22日）、父から継承して神宮祭主となる。文明2年（1470年）には神祇大副に転任した。延徳3年に逝去した。

## 官歴
- 寛正2年2月2日（1461年3月13日）、従三位
- 寛正2年9月5日（1461年10月8日）、内造宮使
- 文明4年1月10日（1472年2月18日）、正三位
- 文明18年（1486年）、従二位[注 3]

## 系譜
- 父：藤波清忠
  - 兄弟：大中臣敏忠
- 妻：不詳
  - 男子：藤波清秀
  - 男子：藤波信忠
  - 男子：藤波伊忠
  - 女子：高辻長直室 - 高辻章長生母